# Pernštejnové
Páni z Pernštejna (německy von Pernstein) či Pernštejnové byli šlechtický rod původně z jihozápadní Moravy.
Největšího rozmachu dosáhli v 16. století, kdy patřili spolu s Rožmberky k nejmocnějším rodům České koruny. Jen Rožmberkové a právě Pernštejnové mohli mít v areálu Pražského hradu, v sousedství krále, své paláce (ten pernštejnský se dnes nazývá Lobkovický palác). Rozšiřováním pozemkového vlastnictví a rozumným hospodařením, včetně využití tzv. režijního hospodářství, se rod nakonec stal jedním ze tří nejbohatších v českých zemích.
Rodu náležela rozsáhlá panství jak na Moravě (Pernštejn, Zubštejn, Aueršperk, Pyšolec, Louka, Mitrov, Jimramov, Víckov, Lísek, Dalečín, Rysov, Jakubov, Helfštejn, Plumlov, Prostějov, Tovačov, Lipník nad Bečvou, Přerov, Hranice, Drahotuš aj.) tak zejména od přelomu 15. a 16. století i v Čechách (Pardubice, Kunětická hora, Potštejn, Rychnov nad Kněžnou, Litice, Brandýs nad Labem, Častolovice, Lanšperk, Rychmburk, Lanškroun, Holice, Dašice aj.) Ve východních Čechách významně ovlivnili tamní hospodářství i utváření krajiny založením soustavy rybníků a zavodňovacích struh, z nichž mnohé přetrvaly dodnes.
Pernštejnové se vyznačovali dlouhověkostí, s průměrným věkem dožití asi 70 let; někteří členové rodu měli potomky i ve více než šedesáti letech. Přesto Pernštejnové nakonec, podobně jako jiné starobylé české rody, vymřeli v neklidném 17. století; po meči roku 1631 (rok po Smiřických, dvacet let po svých velkých soupeřích Rožmbercích), po přeslici roku 1646. Jejich dědici – včetně erbu – se stali Lobkovicové.

## Jméno
Užití predikátu „z Pernštejna“ je doloženo poprvé v roce 1285 a poté roku 1292. Konec 13. století je tak uvažován jako doba přesídlení rodu na rodové sídlo. Jméno Pernštejn je nejčastěji spojováno s německým výrazem Bärenstein („medvědí kámen“) – podhradím totiž protéká říčka Nedvědice (Medvědice). Poněmčené názvy byly pro šlechtu ve středověku obvyklé.

## Erb
Rodovým heslem Pernštejnů bylo Kdo vytrvá, vítězí. Za erb přijali černou hlavu zubra se zlatou houžví v nozdrách, pole štítu bylo nejprve stříbrné, od 16. století se zobrazovalo jako zlaté. Přesný původ erbu není znám (erbovní pověst viz níže).

## Dějiny

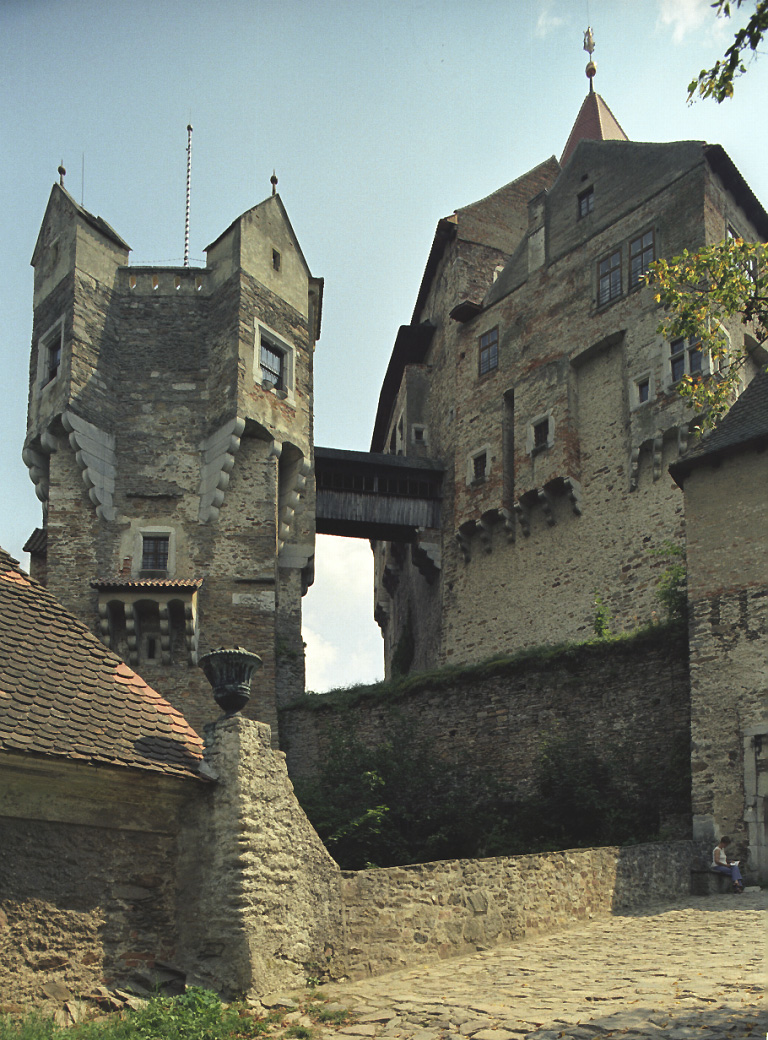
Hrad Pernštejn, hlavní rodové sídlo od přelomu 13. a 14. století do r. 1596, představuje vynikající ukázku pozdně gotické a renesanční architektury

### První zmínky (13. století)
Přestože byli Pernštejnové v době renesance takřka nejbohatší rod v českých zemích, o jejich počátcích mnoho informací chybí. Původně se nazývali páni z Medlova. Prapředkem pernštejnského rodu byl syn Gotharda z Medlova Štěpán († 1235), purkrabí hradu Děvičky na jižní Moravě a správce hradu Veveří, poprvé se píšící i po hradě Pernštejně. Za počátek písemné historie rodu je považován rok 1208, ze kterého pochází listina, jejím předmětem byla výměna pozemků mezi Štěpánem a olomouckým biskupem Robertem Angličanem. Štěpán nechal za svého působení vystavět rodinný klášter při kostele Povýšení sv. Kříže v Doubravníku jako místo rodových pohřbů, či jako útočiště pro neprovdané Pernštejnky. Jeho prapotomek Štěpán z Pernštejna a Medlova je prvním doloženým vlastníkem hradu Pernštejna. Štěpánův bratranec Filip z Pernštejna, další spoluzakladatel rozrodu, je v letech 1292–93 a 1308 uváděn ve funkci nejvyššího zemského komorníka a také purkrabího městského hradu v Hodoníně.
O Štěpánových či Filipových potomcích není, vzhledem k tříšti a neúplnosti dochovaných dokumentů, mnoho známo. Nejasné se zdají být i kořeny rodu, spekuluje se o možném uherském či německém původu, ačkoli sami Pernštejnové se vždy hrdě hlásili k moravským předkům.

### Na vzestupu
Ze 14. století není o Pernštejnech mnoho pramenů. Rod se však v této době rozrůstal a kromě Pernštejna vlastnil v povodí Svratky další hrady: Aueršperk, Pyšolec a Zubštejn. Jedna rodová větev se usadila v Jakubově. V tomto období se v listinách vyskytuje celá řada příslušníků tohoto rodu, ovšem jejich příbuzenské vztahy jsou mnohdy nejasné a rodokmeny sestavené genealogy bývají odlišné. K významným prelátům 1. poloviny 14. století patřil například Fridrich z Pernštejna, arcibiskup rižský.
Za vlády Karla IV. se Pernštejnové stahují do ústraní, ztrácí části majetku a stává se z nich chudnoucí šlechta. Ovšem ne nadlouho, na pozadí sporů Václava IV. a Zikmunda Lucemburského (přelom 14. a 15. stol.) nastává doba pro obratné, až bezpáteřní politiky. A takovým zřejmě byl Vilém I. († 1427), jenž si střídavou podporou Prokopa a jeho bratra, markraběte Jošta, postupně budoval politickou kariéru. Stal se dokonce členem užší markraběcí rady, měl tedy přístup k důvěrným jednáním. Jošt se v době zajetí Václava IV. stal správcem Českého království. Na Moravě potřeboval pevné zázemí, Vilém byl tedy v letech 1398/99 pověřen úřadem purkrabího ve Znojmě, posléze i moravského zemského hejtmana (nejvyšší šlechtický post na Moravě). Mezi lety 1408/09 zastává funkci nejvyššího komorníka soudu zemského v Brně. Léta 1417–1420 jsou spojena s působením v Olomouci, z Viléma se stal komorník zemského soudu.
Viléma již nemohla ohrozit ani Joštova smrt (1411), jelikož si předem získal pevné pozice, a to nejen v politice. Snad až polovina jeho příjmů pocházela z nelegálních zdrojů. Vilém však nebyl prvním ani posledním šlechticem, který ve svém kraji nechával volnou ruku loupeživým bandám. V roce 1414 i on sám osobně vyhlásil nepřátelství městu Jihlavě, což koncem téhož roku musel řešit král Václav IV.

### Za husitství
V době husitství se Pernštejnové postavili jednoznačně na stranu kališníků, důkazem může být i Vilémova pečeť (hned druhá v pořadí) na protestním listu české šlechty adresovanému kostnickému koncilu (1415), protestující proti Husovu upálení. Avšak po bitvě na Vítkově (1420) je Vilém I. z Pernštejna podruhé zvolen moravským hejtmanem, tentokrát však Zikmundem. Ten byl pevně rozhodnut získat Moravu na svou stranu. Roku 1421 slíbil Vilém Zikmundovi poslušnost, ale vzápětí rezignoval ze zdravotních důvodů na svou funkci. Odešel z politického života do ústraní.
Je však jisté, že jeho potomci se opět hlásili ke kališníkům. V roce 1424 neúspěšně obléhalo hrad Pernštejn vojsko Zikmundova zetě Albrechta Habsburského. Jan II. z Pernštejna se účastnil obrany proti 3. a vzápětí i 4. křížové výpravě proti kacířským Čechům a později se podílel i na pověstných husitských rejsech (tzv. spanilých jízdách).

## Významné osobnosti rodu (raný novověk)

### Vilém II. z Pernštejna

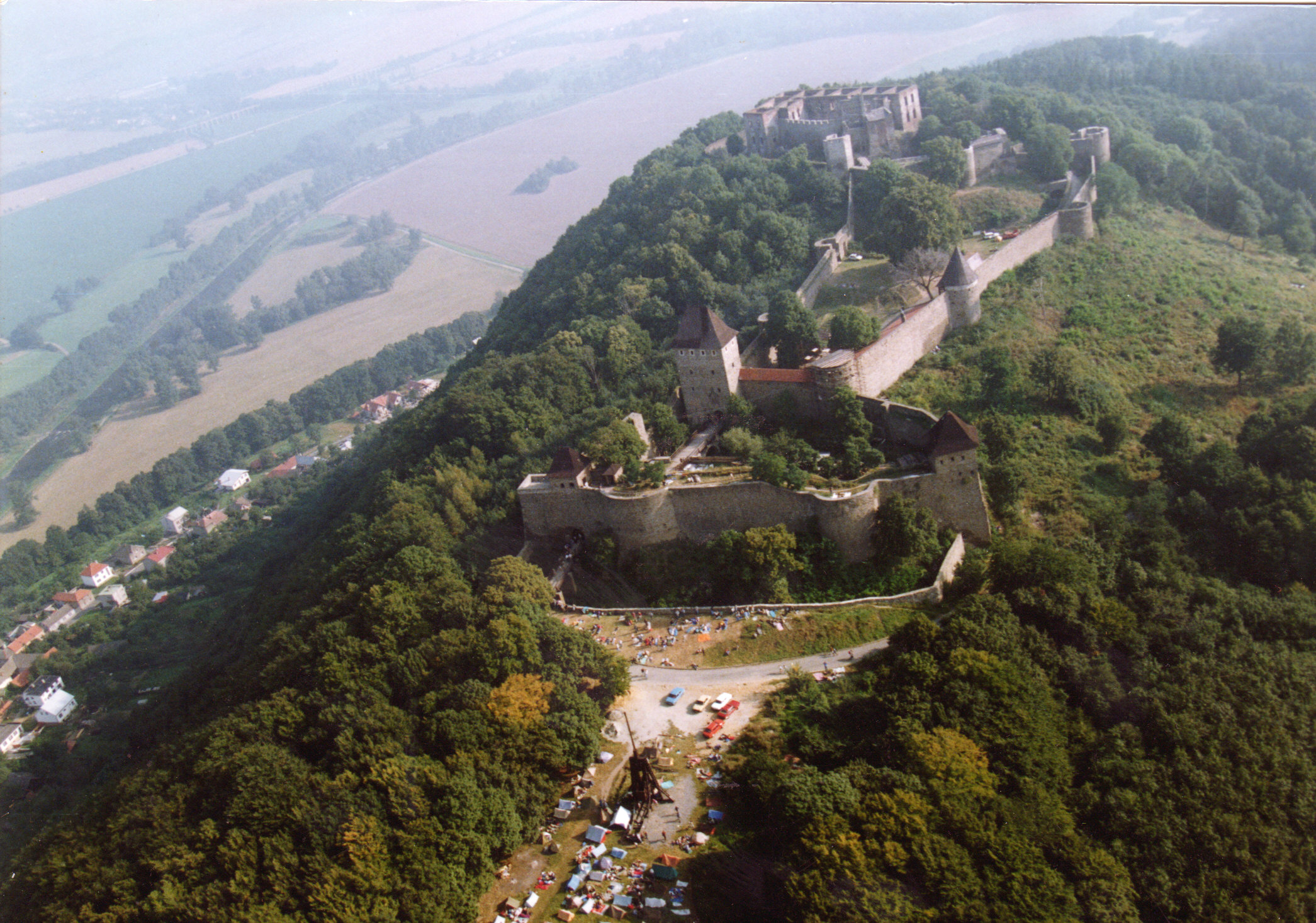
Roku 1475 koupil Vilém II. hrad Helfštejn a až do své smrti se poté psal „z Pernštejna a na Helfštejně“

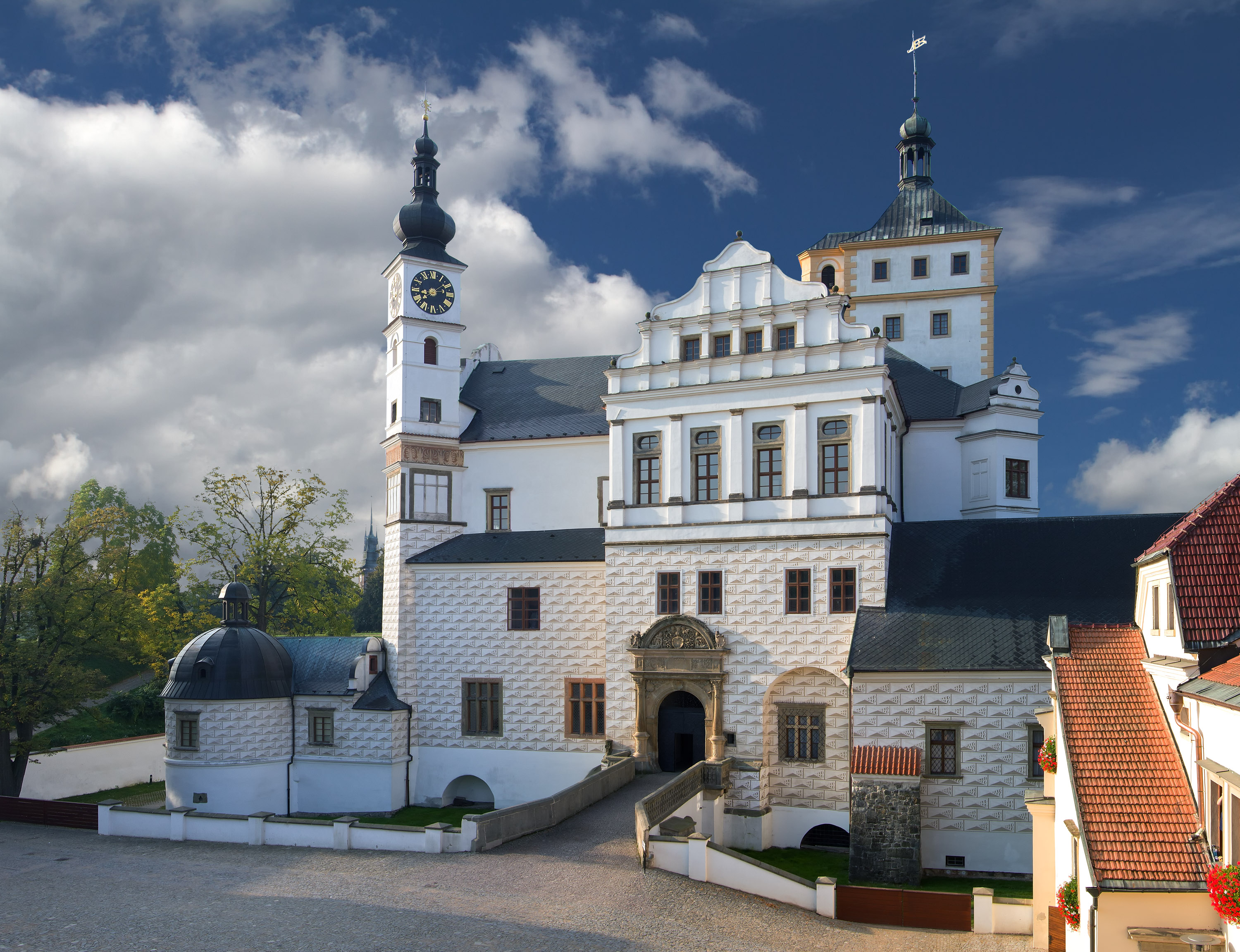
Zámek (městský hrad) v Pardubicích, po roce 1491 další významné sídlo rodu – zvláště jeho větve v Čechách

Snad nejvýraznějším z Pernštejnů je označován druhorozený syn Jana z Pernštejna – Vilém (1438–1521). Již od mládí se účastnil mnoha turnajů, což svědčí o jeho dobré fyzické kondici a zdatnosti. Jako čtrnáctiletý byl společníkem Ladislava Pohrobka († 1457). Nebýt Ladislavovy náhlé smrti, rýsovala se mu po králově boku slibná politická kariéra. Vilém se dostal do okruhu Jiříka z Poděbrad, a to i se svým starším bratrem Zikmundem, za své služby byli odměněni např. majetky kláštera Tišnov či Oslavany. Proti králově straně ovšem stála Zelenohorská jednota v čele se Zdeňkem ze Šternberka. Po smrti Jiřího z Poděbrad (1471) se Vilém dostal do zapeklité situace. Bratr Zikmund byl unesen a vězněn přívrženci (proti)krále Matyáše Korvína, jenž za jeho svobodu požadoval vojenské služby Pernštejnů. Vilém dlouho neváhal, dal se na Matyášovu stranu a z kališníka se stal katolík. I v tomto činu se odráží Vilémova tolerantnost, resp. vlažnost ve věcech víry.
Historiky je považován za na svou dobu pokrokového politika. Vyznavače odlišného náboženského proudu nepokládal za kacíře, ale pouze za „jiné“, neboť podporoval myšlenku nevnucování víry a svobody vlastního svědomí. Tyto názory jsou shrnuty ve Vilémově rčení: „S Římany (= katolíky) věřím, s Čechy (= utrakvisty) držím, s Bratřími (= Jednotou bratrskou) umírám.“

#### Dobrý hospodář
S Vilémem je však spojena ještě jedna velmi výnosná hospodářská činnost, která se v dané době začala rychle rozvíjet: rybníkářství. K budování kanálů bylo výhodné jeho vlastnictví velkých územních celků, a tak se v okolí Pardubic rybníkářům dařilo. Podle současníků byl Vilém člověkem skromným a pokorným, s neobyčejnými diplomatickými schopnostmi a vyvinutým ekonomickým myšlením, které se odráželo v úspěšných investicích. Nepotrpěl si prý na přepych, považoval jej za zbytečnou ztrátu peněz. S manželkou Johankou z Liblic († 1515) se dočkal tří dětí: Bohunky, Jana a Vojtěcha. Pardubický zámek, jejž nechal zbudovat přestavbou původního gotického hradu, sloužil jako nové sídlo rodu.

### Vojtěch z Pernštejna
Když jeden ze synů, Vojtěch z Pernštejna, koupil Nové Město nad Metují, blížil se 50 letům věku. Působil zde sedm let. Za vlády krále Vladislava II. zastával úřad nejvyššího hofmistra českého království. V roce 1523 však Ludvík Jagellonský († 1526) sesadil zemské úředníky a spravoval zemi sám. Vojtěch na protest proti králově zvůli rezignoval jako první. Vynucenou rezignaci bral jako urážku a úřad na rozdíl od ostatních odmítl, ačkoliv mu byl nabízen. Přijal jej až od Ferdinanda I. O Vojtěchovi se dokonce uvažovalo i jako o možném kandidátovi na český trůn, po smrti Ludvíka Jagellonského roku 1526 v bitvě u Moháče. Naděje ovšem, jak se ukázalo, byly minimální.

#### Záhadné úmrtí
Náhlá Vojtěchova smrt 17. března 1534, které předcházela krátká nemoc, je dosud záhadná. Je nejasné, proč byl s takovým spěchem pohřben. V souvislosti s jeho smrtí se připomíná jedna událost. Dne 23. ledna 1534 odsoudil Vojtěch z Pernštejna jako předseda komorního soudu k trestu umoření hladem v Mihulce, věži Pražského hradu, sadistickou vražedkyni Kateřinu Bechyňovou z Lažan, která postupně zavraždila čtrnáct svých služebnic. Vražedkyně jej po vynesení rozsudku proklela. Vojtěch ochuravěl a zemřel dva dny po její smrti. Podle rodového ujednání připadly Vojtěchovy statky a tedy i novoměstské panství jeho bratru Janovi IV. z Pernštejna.

### Jan, zvaný „Bohatý“

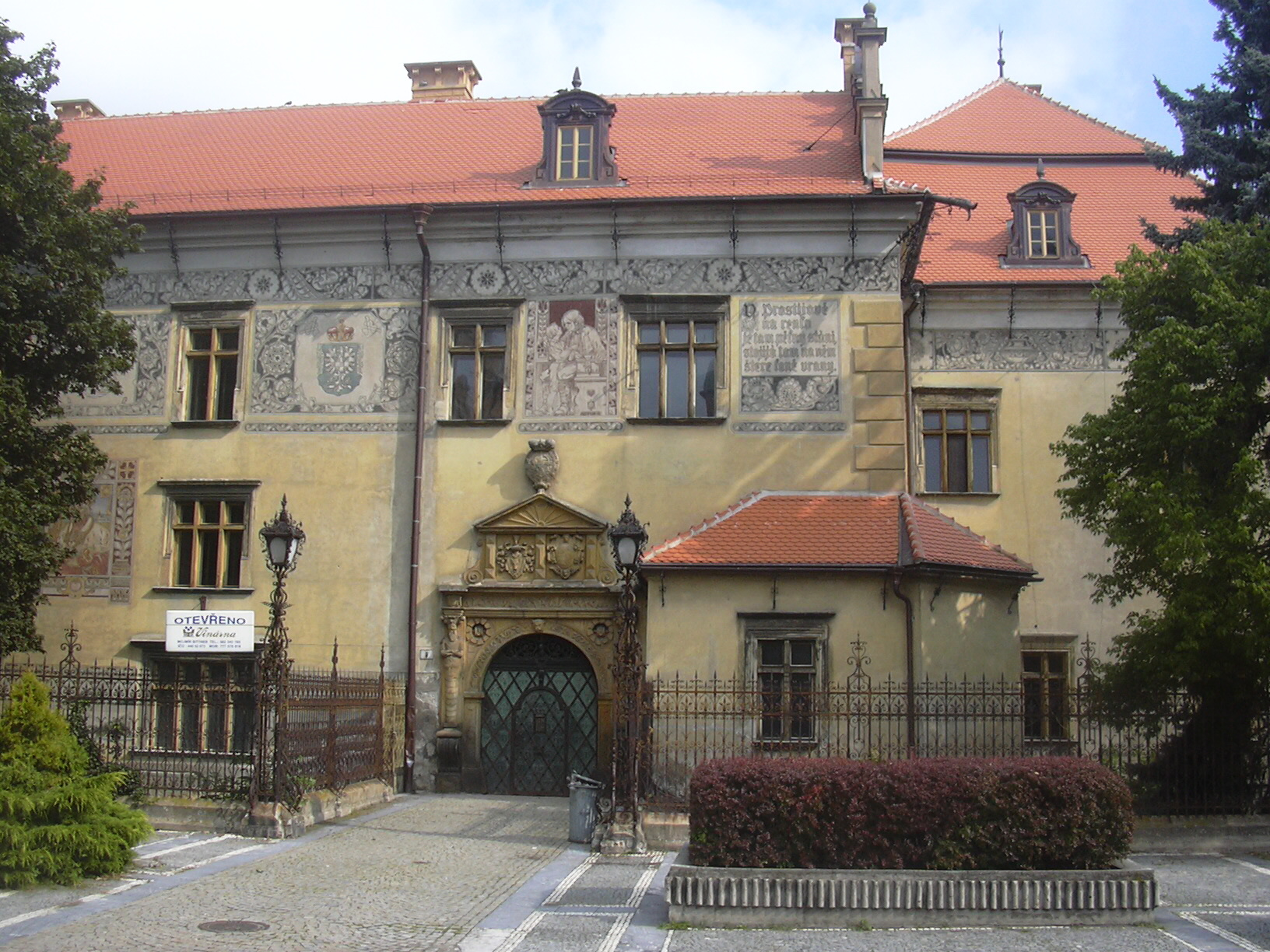
Prostějovský zámek, který dal Jan IV. z Pernštejna vystavět v letech 1521–26

Jan IV. z Pernštejna, nazývaný Bohatý, jenž původně spravoval moravské statky a po smrti hlavního dědice Vojtěcha ještě české, vládl nakonec celému pernštejnskému majetku. Roku 1526 vedl moravskou zemskou hotovost do Uher na pomoc králi Ludvíku Jagellonskému proti Turkům. Jelikož vlastnil rozsáhlá panství, byl schopen postavit velmi početné vojsko. Po nástupu Ferdinanda I. se aktivně podílel na opoziční činnosti, která byla namířena proti centralizačnímu úsilí Ferdinanda I.
V době protihabsburského povstání roku 1547 byl Jan z Pernštejna defenzorem novoutrakvistů a konzistoře, mimo jiné držel v zástavě kladské hrabství, které mu dal do zástavy roku 1537 Ferdinand. Po vítězné bitvě katolíků proti luteránům u Mühlberku roku 1547 si pospíšil a byl jedním z prvních, kteří se králi vzdali. Ferdinand prozíravě vysokou šlechtu omilostnil. Janovi žádné velké nebezpečí nehrozilo.
Přesto, patrně z obavy před konfiskací, ještě toho roku jednal s Wolfem Krajířem z Krajku o prodeji panství Stubenberkům. Jan byl ještě za svého života nucen narychlo prodávat některá panství, jelikož musel splácet své dluhy. Zemřel již 8. září 1548 a zanechal po sobě tři syny: Vratislava, Jaroslava a Vojtěcha.

#### Janovi potomci

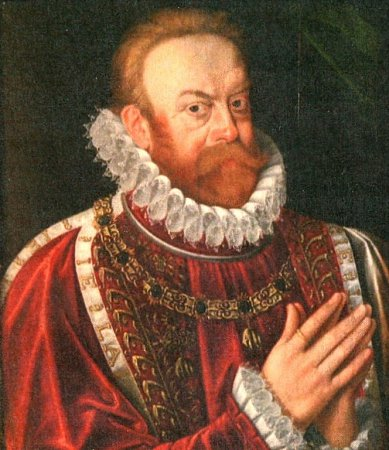
Vratislav II. z Pernštejna

Jaroslav, je popisován jako hýřilec a bankrotář, který se vydal do Itálie. Roku 1560 zemřel. Další syn Vojtěch se majetkově i ideologicky od svého rodu odděluje, jelikož se snažil o vytvoření samostatné protestantské církve v Prostějově. Jeho manželka pocházela z Jednoty bratrské. Vojtěch je také znám svou literární činností. Zemřel roku 1561.

### Vratislav II. z Pernštejna
Zřejmě nejúspěšnější ze tří bratrů byl Vratislav II. z Pernštejna zvaný Nádherný, který měl nesporně značné politické nadání, protože už v mládí zastával vysoké politické funkce a byl pověřován důležitými úkoly od svého krále Maxmiliána Habsburského. Vratislav Maxmiliána doprovázel již jako osmnáctiletý mladík při jeho cestě do Španělska roku 1548. Roku 1552 byl znovu vyslán na diplomatickou cestu do Španělska, kde byl za politické zásluhy roku 1556 odměněn řádem Zlatého rouna.
V roce 1556 se Vratislav oženil s doñou Marií Manrique de Lara, Španělkou ze starého rodu Hurtadů de Mendoza, členkou doprovodu královny Marie, Maxmiliánovy manželky. Nebyl jediným, kdo na Maxmiliánově dvoře spojil svůj rod se Španělskem, téhož roku tak učinil i Adam z Ditrichštejna. Právě tito lidé dali na císařově dvoře vzniknout politické frakci, tzv. „španělskému kroužku“, který pokračoval pochopitelně i za Maxmiliánova následovníka Rudolfa II. Oblékali se po španělském vzoru (krátké baňaté kalhoty „bubny“, skládaný límec „gorguera“, boty „kordovánky“, plášťový přehoz „capa“ atd.) a různými způsoby uváděli do českého prostředí španělskou katolickou kulturu manýrismu a raného baroka.

#### Vratislavovy děti
Vratislav s Marií měli celkem 21 dětí, ale jen 9 se dožilo dospělého věku: Johana, Alžběta Isabela, Hedvika Elvíra, Jan, Polyxena, Františka, Maxmilián, Luisa a Bibiana.

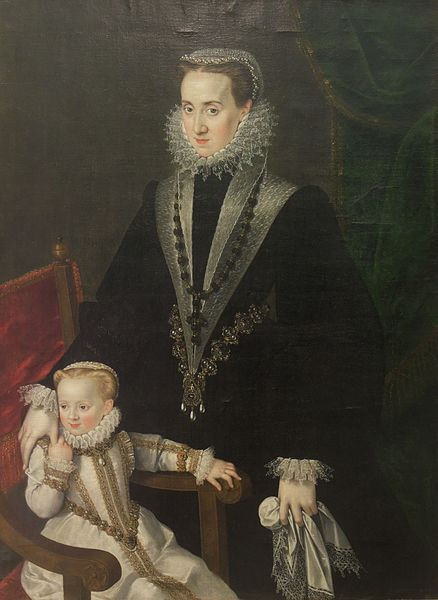
Malá Polyxena z Lobkovic se svou matkou Marií de Manrique de Lara y Mendoza

Nejvýraznější osobností z nich byla Polyxena († 1642), po otci nadaná schopná politička a hospodářka, mimořádná žena nejen ve své době, ale i v celých českých dějinách. Nejprve se provdala za Viléma z Rožmberka, manželství však zůstalo bezdětné (i to byl jeden z důvodů vymření Rožmberků). Po Vilémově smrti (1592) zůstala nějakou dobou vdovou; žila na zámku v Roudnici nad Labem, kterou se jí povedlo získat od nemocného manžela. Když získala do poručenství sirotky po bratru Janovi, využila jejich statků k zlepšení své finanční situace. Roku 1603 se provdala za Zdeňka Vojtěcha Popela z Lobkovic, nejvyššího kancléře království a Koruny, oddaného katolíka. (Spolu měli jednoho syna, Václava Eusebia). Polyxena se Zdeňkem se stali hlavami místní španělské/habsburské strany, početně sice malé (katolíci tvořili asi desetinu obyvatel Koruny), ale velmi semknuté a mocné. Oba měli rozhodující podíl na intrikách vedoucích nakonec k výbuchu třicetileté války, porážce České konfederace a následné rekatolizaci českých zemí. Polyxena, která i v manželství s Lobkovicem své statky nadále spravovala sama, využila pobělohorských konfiskací a záměrně vyvolaného finančního krachu (kalády) k velkému rozmnožení svých majetků. V průběhu dalších let aktivně prosazovala na svých panstvích nucené pokatoličtění, potlačila povstání poddaných a povolala proti nim jezuity. Významnými památkami na Polyxenu jsou mj. kapucínský klášter v Roudnici a světoznámá soška Pražského Jezulátka.

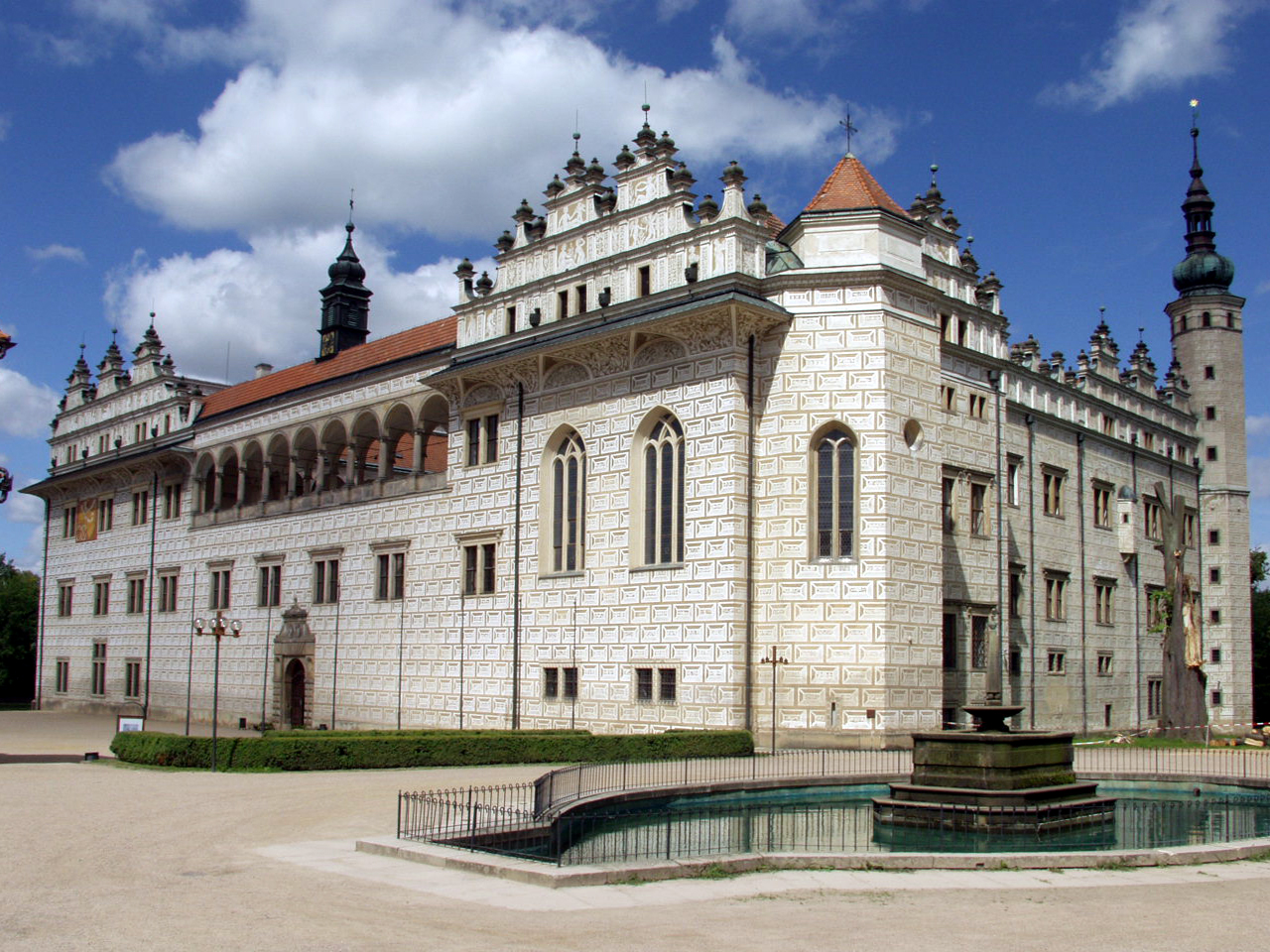
Zámek Litomyšl, sídlo posledního mužského potomka rodu

Jan se oženil (1587) s příbuznou, Annou Marií Manrique mladší z Pernštejna. Jan se však potýkal s problémy, kvůli dluhům byl nucen prodat svá panství. Nakonec mu zůstal jen Prostějov, Plumlov a Litomyšl. Dal se na vojenskou kariéru, což se mu stalo osudným, i když dosáhl až na post císařského generála – zemřel roku 1597 při obléhání pevnosti Rábu v Uhrách, když mu koule z tureckého děla utrhla hlavu a levou ruku i s ramenem. Ovdovělá manželka Anna Marie nadále bydlela v Pernštejnském paláci na Pražském hradě, kde byla duší intrik pernštejnského salónu a zapletla se i do politicky zabarvených milostných afér. V roce 1606 se znovu provdala za hraběte Bruna z Mansfeldu, s nímž přesídlila do Vídně.
Ostatní děti už žily mimo Čechy. Johana se stala ženou španělského šlechtice Fernanda de Aragón y de Borja, pocházejícího z levobočné větve aragonských králů z trastámarské dynastie. Alžběta Isabela († 1610) se roku 1578 provdala za švábského šlechtice Albrechta I. z Fürstenberka. Přes svého nejstaršího syna Kryštofa II. je pramáti dodnes žijící větve Fürstenberků. Bibiana († 1616) se provdala za lombardského šlechtice Francesca Gonzagu di Castiglione.

## Vymření rodu
V Litomyšli zanechal Jan jednoho synka a tři dcery, Annu, Frebonii Eufebii a novorozenou Evu (ta zemřela v dětském věku). Syn se jmenoval Vratislav Eusebius a byl posledním potomkem rodu. Nikdy se neoženil. Po svém otci nastoupil kariéru vojáka, sloužil pod Valdštejnem a byl nakonec zabit v jedné ze šarvátek třicetileté války, v boji proti Švédům u braniborského města Tangermünde. Jeho smrtí vymřel rod Pernštejnů roku 1631 po meči.
Po smrti Janovy dcery Frebonie roku 1646 přechází pernštejnský majetek na potomky Polyxeny, tj. na knížata z Lobkovic. S velkým bohatstvím, které takto získali, se mohli Lobkovicové následně vyšvihnout mezi významnou pobělohorskou šlechtu.

## Rodové pověsti

### O původu rodu a erbu

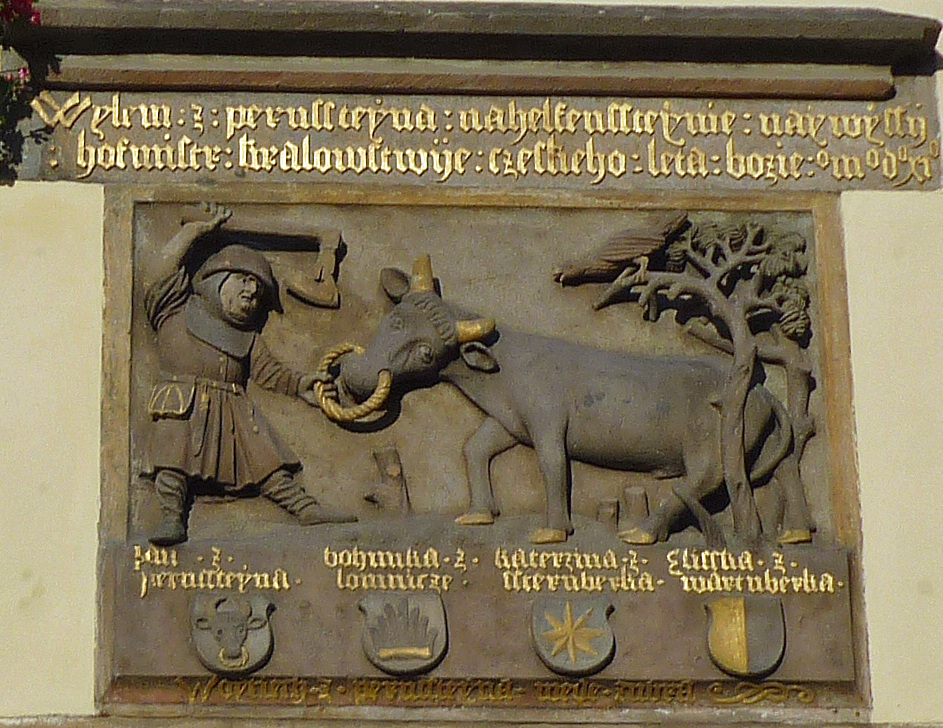
Woytiech z Pernssteyna wede zubra. Reliéf z roku 1511 nad branou do předzámčí Pardubického zámku

Kdysi žil v jednom moravském hvozdu uhlíř Věňava (Vaněk). Jednou se vracel večer hladový z lesa, ale když dorazil ke svému obydlí, spatřil vylomené dveře a uvnitř jen drobky chleba na stole a na zemi. To se opakovalo i druhý den, a tak se Věňava rozhodl, že ráno do lesa nepůjde, ale skryje se za chalupou a na zloděje si počíhá. Netrvalo dlouho a po chvíli zaslechl dupání a funění – k chalupě přišel z lesa zubr! Než se uhlíř nadál, zubr rohy vylomil dveře. Mezitím, co si zubr pochutnával v chýši na uhlířově chlebu, ten se přiblížil potichu k chalupě a zastoupil zubrovi cestu. V chalupě bylo málo místa a zubr se tak nemohl bránit. Toho Věnava využil, lapil ho za hlavu, vytrhl ze dveří houžev a rychle mu ji protáhl nozdrami. Poté ho napadlo, že mohutné zvíře dovede ke králi na jeho hrad. Když před králem vytáhl z opasku sekeru a jednou ranou uťal zubrovi hlavu, byl panovník udatným činem tak ohromen, že mu nabídl splnit přání. Věňava si za svůj silácký kousek vyžádal svobodu a kus země. A tak se z poddaného uhlíře stal svobodný pán a král mu udělil i právo užívat v erbu zubří hlavu s houžví v nozdrách.

### Bílá paní
Z nejstarší historie pochází i pověst o pernštejnské Bílé paní. Pernštejnka Adléta byla vyslána na hrad Veveří, kde se dala najmout do služby. Za blíže neurčených okolností na hrádku otěhotněla. Protože takovéto těhotenství bylo vskutku velmi nevhodné, snažila se vše zapřít a křivě se zapřisáhla: „Pane Bože, jestliže já jsem břichatá, bodejť bych se hned propadla“, a to se také stalo.
Od té doby lze Adlétu potkat jako hradní strašidlo nikoli na Veveří, ale na Pernštejně, jelikož se jako bílá paní rozhodla působit na domovském hradě. Kdo ji potká bíle oděnou, tomu přinese štěstí v podobě narození dítěte, pokud má však šat černý, předpovídá smrt.

## Příbuzenstvo
Spojili se s Rožmberky, Fürstenberky, Vartemberky, pány z Lipé, pány z Házmburka, Kostky z Postupic, Švamberky či Lobkovici.